# Munidopsis barbarae
Munidopsis barbarae är en kräftdjursart som först beskrevs av David R. Boone 1927.  Munidopsis barbarae ingår i släktet Munidopsis och familjen trollhumrar. Inga underarter finns listade i Catalogue of Life.